# Cantarana
Cantarana település Olaszországban, Piemont régióban, Asti megyében. Lakosainak száma 981 fő (2023. január 1.). Cantarana Dusino San Michele, Ferrere, San Damiano d’Asti, Tigliole, Valfenera és Villafranca d’Asti községekkel határos.

## Népesség
A település népessége az elmúlt években az alábbi módon változott:
| Lakosok száma | 1004 | 1015 | 981  |
|               | 2017 | 2018 | 2023 |